# Domain hack
Un domain hack è un nome di dominio che suggerisce una parola, una frase o un nome quando concatenano due o più livelli adiacenti di tale dominio. Ad esempio, "esemp.io", utilizzando il dominio di primo livello .io, suggerisce la parola "esempio". In questo contesto, la parola "hack" indica una soluzione ingegnosa (come nella programmazione), non un exploit o break-in (come per i security hacker).
I domain hack offrono la possibilità di produrre nomi a dominio corti. Ciò li rende potenzialmente utili come redirect, domini di base da cui delegare sottodomini e servizi di abbreviazione URL.